# Nitter
Nitter é uma alternativa livre e de código aberto para o Twitter/X, ele tem a finalidade de ser uma versão mais segura e responsiva do aplicativo.

## Características
A interface de usuário era designada para ser minimalista e similar aos visuais clássicos do Twitter para computador.
O Nitter não possuia tela inicial (feed), e também não era possível "tweetar", logar-se em sua conta, visualizar notificações ou visualizar as páginas com uma "scrollagem infinita". Sendo possível apenas visualizar tweets feitos por usuários do Twitter de forma anônima e em ordem cronológica, ele também não possuia nenhum anúncio ou monitoramento de atividade. Nitter utilizava um "glitch" que permitia muitas contas de convidado através de servidores proxy para buscar dos conteúdos.
Além do site oficial do projeto (nitter.net), havia instâncias não oficiais compartilhadas e distribuídas pela comunidade, seja através de outros sites, extensões de navegador ou então aplicativos dedicados. Nitter foi fundado e financiado por doações e recebeu fundo NGI pela NLnet's.

## História

### Descontinuação
Nitter foi oficialmente descontinuado em fevereiro de 2024, quando a função de visualizar postagem como usuário convidado foi removido pelo Twitter (agora chamado X) por volta de janeiro daquele ano, fazendo com que o principal desenvolvedor do projeto, Zedeus, anunciasse através da página do GitHub que já estava "morto".
Porém, antes do encerramento oficial, algumas instâncias não-oficiais do projeto já apresentavam instabilidade e/ou haviam parado de funcionar devido as mudanças na API do X sobre a gerência do bilionário Elon Musk. Zedeus sugeriu posteriormente que os usuários poderiam auto-hospedar suas próprias contas do X, sob o risco de poder ser banido da plataforma.

### Retorno
Em 6 de fevereiro de 2025, Zedeus anunciou que o projeto estava de volta no GitHub Discussions.

## Ligações extrernas
- nitter.net[ligação inativa] - the official instance. Archived
- Github